# Francolinus griseostriatus
Francolinus griseostriatus là một loài chim trong họ Phasianidae.